# 플로 라이다
플로 라이다(Flo Rida, 1979년 9월 16일 ~)는 미국의 가수이다. 청소년 시절 힙합 '2 Live Crew'의 멤버였으며, 2007년에 히트앨범인 Mail On Sunday로 솔로 데뷔했다. 그중 히트싱글인 "Low"는 티-페인이 참여했고, 빌보드 차트에서 11주동안 1위를 했다. 그리고 뒤를 이어 R.O.O.T.S.(2009), Only One Flo (Part 1)(2010), 그리고 Wild Ones(2012)를 차례로 발매하였고, 2015년에는 My House라는 이름의 EP 앨범을 발표하였다. 앨범을 낼때마다 빌보드같은 유명한 차트에서 항상 좋은성적을 내기로도 유명하다.

## 생애
그는 어렸을 때 마이애미에서 생활했다. 그는 갱스터 힙합그룹 '2 Live Crew'의 일원으로 활동했고, 라스베이거스의 대학인 'Barry University'를 다녔다. 그러나 도중 음악에 전념하기 위해 자퇴를 했다. 그는 음악활동을 하기 위해 'Poe Boy Entertainment'의 픽업되고, 릭 로스,Trick Daddy 등의 뮤지션을 만나게 된다. 그리하여 2006년 디제이 카레드의 앨범 'We The Best'의 참여한다.

### 1집Mail On Sunday
2008년 바로 히트싱글인 'Low' 덕분이었다.이 앨범은 영화 '스텝업 2'에 OST로 나온 트랙이었다.이곡은 발표되자마자 빌보드 100차트에서 1위를 한다.
Low
이 곡은 오스트레일리아에서 싱글,앨범 차트에서 1위, 벨기에음악차트에서 7위, 덴마크에서 9위,유럽차트에서 1위, 프랑스, 독일, 그리스, 이탈리아, 노르웨이, 스위스, 스웨덴 싱글차트에서 각각 33위,13위,8위,1위,12위,13위,17위를 차지했고,영국에서는 2위를 했다.미국에서는 앨범,싱글,핫차트,랩에서 모두 1위를 거둔다.
Elevtor
이곡은 두 번째 싱글이며, 미국에서는 16위, 10위, 52위, 20위를 차지하며, 캐나다, 독일에서는 1위,2위를 한다.
In The Ayer
세 번째 싱글이며, 전체 미국차트에서 9위, 5위, 16위, 14위를 기록한다.캐나다, 독일, 뉴질랜드, 터키, 영국에서는 19위, 13위, 20위, 9위, 15위, 29위를 차지한다.
이 앨범에는 릴 웨인, 릭 로스, 팀바랜드 등이 참여했다.그는 같은해 레이디 가가, 에이스 후드, 릭 로스 등의 앨범에 참여했다.

### 2집R.O.O.T.S
2009년 그는 두 번째 앨범인 'R.O.O.T.S'를 발매했다. 첫트랙은 'Right Round'이며, 1주일동안에 58위로 진입했다.그는 'Right round'로 다운로드수 600만건을 달성했으며,지난해 'Low'의 기록을 깼다. 한편 대한민국에서는 G-Dragon의 Heartbreaker가 이 곡을 표절한 것이 아니냐는 의혹이 있었다. 그 사건 때문에 플로 라이다는 한국을 찾아와 G-Dragon과 듀엣으로 부른 Heartbreaker를 내기도 했다.
두 번째 싱글은 'Sugar'로 결정됐으며 그의 대표곡중 하나로 히트를 쳤다.

## 앨범

### 정규 앨범
- 2008년 1집 《Mail On Sunday》
- 2009년 2집 《R.O.O.T.S.》
- 2010년 3집 《Only One Flo (Part. 1)》
- 2012년 4집 《Wild Ones》

### 싱글 앨범
- 2007년 싱글 《Low》
- 2008년 싱글 《Elevator》
- 2008년 싱글 《In the Ayer》
- 2009년 싱글 《Right Round》
- 2009년 싱글 《Sugar》
- 2009년 싱글 《Jump》
- 2009년 싱글 《Be on You》
- 2009년 싱글 《Shone》
- 2010년 싱글 《Club Can't Handle Me》
- 2010년 싱글 《Why You Up in Here》
- 2010년 싱글 《Turn Around (5, 4, 3, 2, 1)》
- 2010년 싱글 《Who Dat Girl》
- 2011년 싱글 《Good Feeling》
- 2012년 싱글 《Wild Ones》
- 2012년 싱글 《Whistle》
- 2012년 싱글 《I Cry》
- 2013년 싱글 《Sweet Spot》
- 2013년 싱글 《Let It Roll》
- 2013년 싱글 《Tell Me When You Ready》
- 2013년 싱글 《Can`t Believe It》
- 2013년 싱글 《How I Feel》

## 수상내역
- 2009년 피플스 초이스 어워즈 인기 힙합노래